# Michel Gaudet
 (septembre 2008).
Si vous disposez d'ouvrages ou d'articles de référence ou si vous connaissez des sites web de qualité traitant du thème abordé ici, merci de compléter l'article en donnant les références utiles à sa vérifiabilité et en les liant à la section « Notes et références ».
Michel Gaudet est un haut fonctionnaire français né le 24 décembre 1915 à Paris où il est mort le 6 mai 2003. Investi dans le projet des Communautés européennes, ce conseiller d’État a contribué à la création d'un droit européen.

## Biographie
Né en 1915 à Paris, Michel Gaudet est nommé auditeur au Conseil d’État en 1942, maître des requêtes en 1948, puis conseiller d’État en 1964. 
Appelé en 1952 auprès de Jean Monnet comme conseiller juridique de la Haute Autorité de la Communauté européenne du charbon et de l'acier (CECA), il a participé à la rédaction du Traité de Rome avant de devenir directeur général du service juridique des Exécutifs européens, puis de la Commission des Communautés Européennes de 1958 à 1969 .
Michel Gaudet a ensuite occupé les fonctions de président de la Fédération française des sociétés d'assurances (FFSA) de 1970 à 1981, de président du Comité Européen des Assurances, de 1978 à 1982, et de président de la Cour d’Arbitrage de la Chambre de commerce internationale, de 1977 à 1988.

## Distinctions
Michel Gaudet a été nommé Commandeur de la Légion d’Honneur et de l’ordre National du Mérite. Il est aussi titulaire de la Croix de Guerre (1939-1945). Il a été distingué Honorary Fellow of the American Bar Foundation (en) en 1960 et reçu Docteur honoris causa de l'Université d'Édimbourg en 1969.